# Bun de tip experiență
În economie, un bun de tip experiență este un produs sau un serviciu ale cărui caracteristici, cum ar fi, calitatea sau prețul sunt dificil de observat dinainte, însă aceste caracteristici pot fi stabilite asupra consumului. Conceptul de bun de tip experiență se datorează, originar, lui Philip Nelson care a comparat un astfel de bun cu un bun căutat. 
Bunurile de tip experiență pun consumatorii în dificultatea de a lua decizii clare referitoare la consum. În domeniul serviciilor, cum ar fi asistența medicală, aceștia recompensează reputația și creează încetineală. Bunurile de tip experiență au în mod tipic, o elasticitate a prețului mai mică decât bunurile căutate, consumatorii temându-se că prețurile mai mici s-ar putea datora unor probleme neobservabile sau unor probleme calitative.
Bunurile de tip post-experiență sunt bunuri pentru care consumatorilor le este dificil să stabilească calitatea, chiar după ce le-au consumat, cum ar fi suplimentele de vitamine. Uneori, aceste bunuri pot necesita regulări guvernamentale.